# Cándida Dardalla Rodríguez
Cándida Dardalla Rodríguez (Siviglia, 1841 – Barcellona, 16 gennaio 1880) è stata un'attrice teatrale spagnola.

## Biografia

### Famiglia
Di origine romaní, nacque a Siviglia nel 1841 come figlia dell'attore José María e sorella di Manuel, pittore e scenografo.

### Carriera
Fu una delle allieve preferite di Matilde Díez. Fece il suo esordio nella compagnia teatrale di suo padre, all'età di sette anni, in El corazón de un bandido. Con la compagnia recitò a Madrid e Barcellona. La vida de Juan Soldado rappresentò il suo primo maggior successo nel 1854. Nel 1856 confermò il suo trionfo in La vaquera de la Finojosa, piéce ritagliata su di lei e messa in scena al Teatro spagnolo di Madrid. Nel 1859 sposò il collega José Antonio Zamora. Nel 1864 interruppe la collaborazione con la compagnia paterna e divenne prima attrice al Teatro de Novedades di Madrid e, in seguito, al Teatro spagnolo. Tra il 1865 e il 1866 lavorò al Teatro del Principe con Teodora Lamadrid e Josefa Palma. Con la compagnia della prima, partecipò a tournée nazionali per altre stagioni. Nella sua carriera, perlopiù vissuta tra Madrid e Barcellona, interpretò ruoli in opere di López de Ayala, Larra ed Eguilaz.

## Accoglienza
La critica dell'epoca la considerò più portata per la commedia leggera piuttosto che per le parti drammatiche. Brillò nel ruolo dell'ingenua.